# Beira Litoral

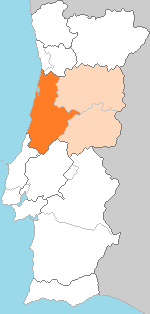
Die historische Província da Beira Litoral (Dunkelorange), in Region Beira (Hellorange).

Die Beira Litoral (deutsch etwa Küsten-Grenzgebiet) war von 1936 bis 1976 eine der elf Provinzen Portugals. Sie existieren heute nur noch in der Umgangssprache, oder in  historisch begründeten Begriffen.
Coimbra war die Hauptstadt der Provinz, die die größten Teile der heutigen Distrikte Coimbra und Aveiro umfasste, dazu etwa die Hälfte der heutigen Kreise (Concelhos) im Distrikt Leiria (Alvaiázere, Ansião, Batalha, Castanheira de Pêra, Figueiró dos Vinhos, Leiria, Pedrógão Grande und Pombal), und einen Kreis im Distrikt Santarém (Ourém). Sie formte mit den östlich angrenzenden Provinzen Beira Alta und Beira Baixa die bis heute häufig noch Beiras genannte Region. Im Westen an den Atlantik grenzend, waren die weiteren Nachbarprovinzen Douro Litoral im Norden, Ribatejo im Süden, und Estremadura im Südosten.
In Abgrenzung zur Küstenregion Beira Litoral (dt.: Küsten-Beira) werden bis heute die Beira Alta und die Beira Baixa zusammen auch als Beira Interior (dt.: Innere Beira) bezeichnet, die als strukturschwach und von starker ländlicher Abwanderung betroffen gilt, im Gegensatz zur Beira Litoral, wo sich mit Coimbra, Aveiro, Leiria und Figueira da Foz die meisten der wirtschaftlich bedeutendsten Städte Mittelportugals befinden.
Die Bezeichnung Beira (dt. etwa: Randgebiet, Grenzgebiet oder auch Ufer) geht auf die Zeit der Reconquista zurück, als hier umkämpftes Grenzgebiet zum Herrschaftsbereich der Mauren war. Im Gegensatz zu den abgeschiedenen Landstrichen der Beira Interior, wo sich viel Ursprünglichkeit in Natur, Bausubstanz und Brauchtum halten konnte, ist die Beira Litoral von lebendiger Vielfalt und weiter fortgeschrittener Entwicklung gekennzeichnet, zentral gelegen zwischen den beiden wichtigsten Metropolen des Landes (Lissabon und Porto). So befindet sich etwa mit Coimbra eines der geistigen und kulturellen Zentren Portugals in der Beira Litoral, ebenso eine Reihe landesweit bekannter Seebäder, wie Figueira da Foz oder Espinho.